# Rainloch
Das Rainloch ist eine Schachthöhle im Muschelkalk-Karst des nördlichen Schwarzwaldes in der Nähe von Pforzheim bei Enzberg. Auf dem Niveau von −4 m befindet sich ein teilweise enger horizontaler Seitenteil. Die größte Halle des Rainlochs ist die Fledermaushalle.
Die Höhle wurde 2004 durch einen Erdrutsch teilweise zugeschüttet.
Die Höhle hat die Kataster Nummer 7018/03, eine Gesamtganglänge von 200 m und eine Tiefe von 25 m.